# 圆果雀稗
圆果雀稗（学名：Paspalum orbiculare）为禾本科雀稗属下的一个种。

## 扩展阅读
- 維基物種上的相關：圆果雀稗